# Équipe de Serbie masculine de basket-ball à trois
Maillots
L’équipe de Serbie de basket-ball à trois est la sélection qui représente la Serbie dans les compétitions internationales de basket-ball à trois. Elle est l'équipe masculine la plus titrée, avec 6 coupes du monde et 5 coupes d'Europe.

## Résultats

### Palmarès
| Compétitions mondiales | Compétitions continentales | Autres compétitions                       |
| --- | --- | ----------------------------------------- |
| - Jeux olympiques - Troisième en 2020 - Coupe du monde (6) - Vainqueur en 2012, 2016, 2017, 2018, 2022 et 2023 - Finaliste en 2014 - Troisième en 2025 | - Coupe d'Europe (5) - Vainqueur en 2018, 2019, 2021, 2022, 2023 - Finaliste en 2016 et 2024 - Jeux européens - Troisième en 2015 | - Jeux méditerranéens - Finaliste en 2022 |

### Parcours en compétitions internationales

#### Jeux olympiques
| Année | Position  |      | Année | Position |
| 2020  | Troisième | 2028 | -     |          |
| 2024  | 5e        | 2032 | -     |          |

#### Coupe du monde
| Année | Position  |      | Année     | Position     |   | Année | Position |
| 2012  | Vainqueur | 2019 | 4e        | 2027         | - |       |          |
| 2014  | Finaliste | 2022 | Vainqueur | Pays inconnu | - |       |          |
| 2016  | Vainqueur | 2023 | Vainqueur | Pays inconnu | - |       |          |
| 2017  | Vainqueur | 2025 | Troisième | Pays inconnu | - |       |          |
| 2018  | Vainqueur | 2026 | -         | Pays inconnu | - |       |          |